# Zakaella alami
Zakaella alami är en stekelart som först beskrevs av Zaka-ur-rab 1963.  Zakaella alami ingår i släktet Zakaella och familjen bracksteklar. Inga underarter finns listade i Catalogue of Life.